# Arby distrikt
Arby distrikt är ett distrikt i Kalmar kommun och Kalmar län.
Distriktet ligger sydväst om Kalmar.

## Tidigare administrativ tillhörighet
Distriktet inrättades 2016 och utgörs av socknen Arby i Kalmar kommun.
Området motsvarar den omfattning Arby församling hade vid årsskiftet 1999/2000.